# Grupo Desportivo e Recreativo Textáfrica
Il Grupo Desportivo e Recreativo Textáfrica è una società calcistica con sede a Chimoio in Mozambico.
Fondato nel 1928, il club milita nella massima serie calcistica del Mozambico.
Il Textáfrica ha vinto uno scudetto nel 1976.

## Palmarès
- Campionati del Mozambico: 1

1976
- Moçambique Colonial Champions: 3

1969, 1971, 1973

## Stadio
Il club gioca le gare casalinghe allo stadio da Soalpo che ha una capacità di 5000 posti a sedere.